# Ketambul
Ketambul is een bestuurslaag in het regentschap Tuban van de provincie Oost-Java, Indonesië. Ketambul telt 2389 inwoners (volkstelling 2010).